# Jarno Pennanen

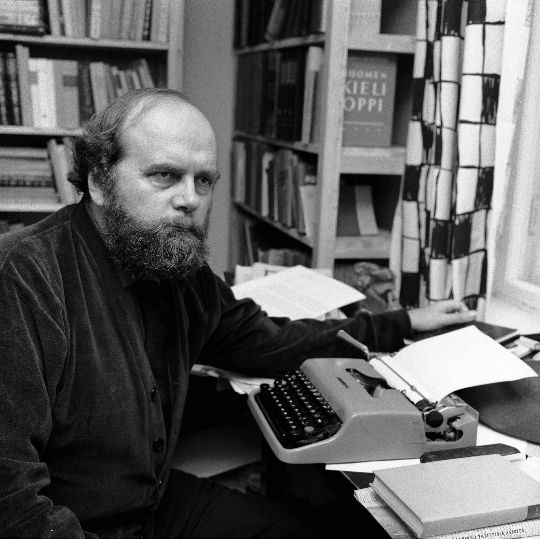
Jarno Pennanen (1961)

Jarno Elisar Pennanen, född 8 oktober 1906 i Helsingfors, död 24 juli 1969 i Viljakkala, var en finländsk författare och tidningsman. Han var gift med författaren Anja Vammelvuo och far till regissören Jotaarkka Pennanen.
Pennanen, som var son till skådespelaren Aarne Orjatsalo och författaren Ain'Elisabet Pennanen (1881–1945), var på 1920-talet verksam som bland annat reporter vid Aamulehti, 1932–1938 chefredaktör för Kirjallisuuslehti och därefter under krigsåren kåsör vid Suomen Sosialidemokraatti och Helsingin Sanomat. Han hölls i skyddshäkte 1943–1944 och övergick efter kriget till den folkdemokratiska pressen; han var bland annat chefredaktör för Vapaa Sana 1953–1956 och Kansan Uutisets Moskvakorrespondent 1957–1960. 
Pennanen debuterade 1937 med diktsamlingen Rivit (samma titel hade hans samlade dikter, utgivna 1966), som i likhet med de tre diktsamlingar som han skrev i fängelset (utgivna 1944–1947) innehåller dagsaktuell reflexionslyrik. I sin sista diktsamling, Vesillelasku (1960), presenterade han sin egen politiska idealism. Efter hans död utkom dagboks- och memoarverket Tervetuloa – tervemenoa (två band, 1970), utgivet av hustrun. Han tilldelades Pro Finlandia-medaljen 1968.